# DECIGO
Deci-hertz Interferometer Gravitational wave Observatory (DECIGO)  è un progetto della agenzia spaziale giapponese JAXA per la costituzione di un osservatorio spaziale rivelatore di onde gravitazionali tramite interferometria laser, sensibile nella banda di frequenza tra 0,1 e 10 Hz, collocandosi così tra le bande elettromagnetiche oggetto di rilevamento degli strumenti LIGO e LISA, quest'ultimo in fase di progettazione.
Il design è simile a LISA, con tre satelliti disposti a triangolo a trascinamento zero ma utilizzando una distanza tra i singoli satelliti di 1 000 km. Il lancio è previsto, salvo slittamenti, per il 2027.